# Teatro Tenda (Mailand)
Das Teatro Tenda war eine Mehrzweckhalle in Mailand, Italien.

## Geschichte
Die ursprünglich als Theater geplante Veranstaltungsstätte wurde von 1980 bis 1983 erbaut und im Februar des Jahres 1983 als Teatro Tenda Lampugnano eröffnet. Das Gebäude fasste rund 5.300 Zuschauer bei Konzertveranstaltungen und wurde hauptsächlich als Bühne für Theateraufführungen und Auftritte international bekannter Musiker genutzt. Das Gebäude wurde im Jahr 1986 von dem PalaSharp ersetzt.
Im Teatro Tenda traten unter anderem die Künstler Eric Clapton, Joan Armatrading, Sting, Alberto Fortis, Paco de Lucía, Al Di Meola, John McLaughlin, Francesco Guccini, Oscar Peterson, China Crisis, Simple Minds, Joan Jett, Scorpions, Pino Daniele, Edoardo Bennato, Sade Adu, Lucio Dalla, The Church, Joe Cocker und U2 auf.